# أورلاندو بي. ويلكوكس
أورلاندو بي. ويلكوكس (بالإنجليزية: Orlando B. Willcox) هو ضابط أمريكي، ولد في 16 أبريل 1823 في ديترويت في الولايات المتحدة، وتوفي في 11 مايو 1907 في كوبورغ في كندا.